# جعفر خان
جعفر خان ، لاعب كرة قدم باكستاني. ولد في 10 مارس 1981.
و قد لعب في صفوف منتخب باكستان لكرة القدم ولكن أعتزل اللعب الدولي في 2009. و يعتبر اللاعب الأكثر مشاركة في مباريات منتخب بلاده.

## وصلات خارجية
- جعفر خان على موقع قاعدة بيانات كرة القدم.إي يو (الإنجليزية)
- جعفر خان على موقع ناشيونال فوتبول تيمز (الإنجليزية)
- جعفر خان على موقع GSA (الإنجليزية)